# یئوویل
latitudeیئوویلlongitudeیئوویل
یئوویل (به انگلیسی: Yeovil) یک منطقهٔ مسکونی در انگلستان است که در جنوب غربی انگلستان واقع شده‌است.

## خصوصیات
یئوویل ۴۰٬۰۰۰ نفر جمعیت دارد.